# Ancien tramway de Valenciennes

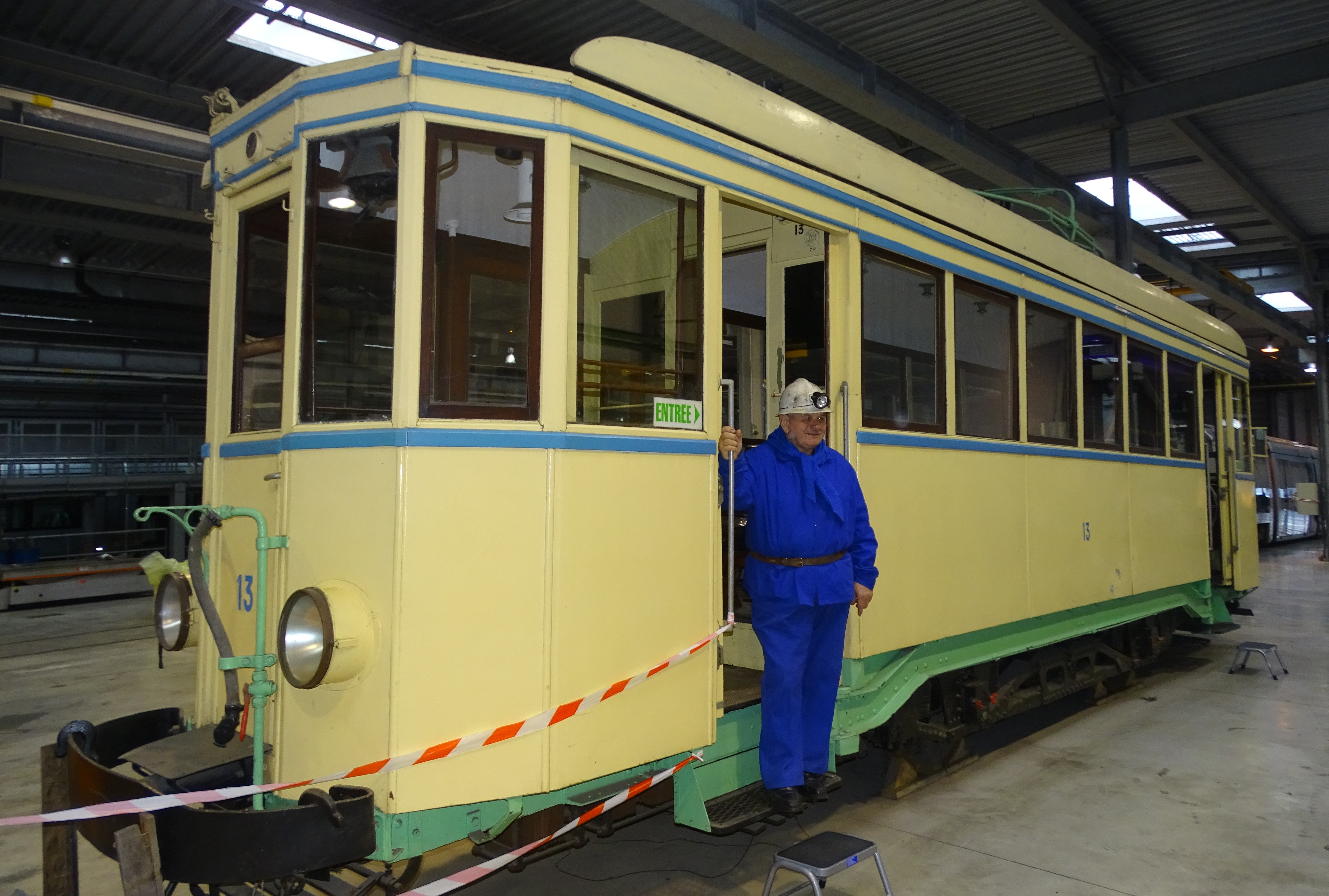
La motrice no 13, photographiée en 2017 dans le dépôt de Saint-Waast.

L'Ancien tramway de Valenciennes fonctionne de 1881 à 1966. Après quarante ans d'interruption, un nouveau tramway de Valenciennes est mis en service en juillet 2006.
Grâce à l'action de la société des Tramways de Valenciennes à Anzin et extensions (créée en 1880), puis de la société des Chemins de fer économiques du Nord (CEN), créée à l'initiative du baron belge Empain en 1884, Valenciennes (qui compte alors environ 30 000 habitants) et le Valenciennois disposent d'un important réseau de tramway à voie métrique, à traction vapeur dans un premier temps, puis, à compter de 1913, à traction électrique,.
Ce réseau, concédé depuis 1923 par la Ville de Valenciennes (sauf le tronçon Denain et Lourches, concédé par cette commune) et qui subit les destructions des deux guerres mondiales et la concurrence routière, ferme définitivement en 1966.

## Histoire

### Le projet Thérin
Un premier projet de tramway à traction hippomobile, destiné tant aux voyageurs qu'au fret (et, en particulier au transport du charbon), est concédé par décret du 30 juin 1877 par la ville à Adolphe Thérin, architecte à Saint-Omer, pour une durée de quarante ans après l'achèvement des travaux, avec deux lignes (selon la toponymie de l'époque) :
- De la place d'Armes de Valenciennes jusqu'à Vicoigne, par Anzin et Raismes, en suivant la route nationale n° 29, entre la place d'Armes et l'église Saint-Nicolas, la rue Ferrand et la route nationale 45 depuis la porte Ferrand jusqu'à la hauteur de la fosse no 1 de la compagnie minière de Vicoigne (point kilométrique n° 48,3) ;
- De la place d'Armes de Valenciennes jusqu'à Bruay, se confondant avec la première ligne jusqu'à la Croix-d'Anzin et se détachant ensuite du tronc commun pour suivre la route nationale 48 jusqu'à la sortie de Bruay, vers Condé (point kilométrique 6,00).

Toutefois Thérin ne réalise pas les études prévues à la concession et l'administration menace de la déchoir de ses droits quand il les cède à M. D'Agiout, agissant au nom d'une International chèque banck, qui crée la société anonymeTramways de Valenciennes à Anzin et extensions. Le Conseil municipal approuve la rétrocession directe dans le cadre d'une convention du 13 mars 1880.

### La société des Tramways de Valenciennes à Anzin et extensions

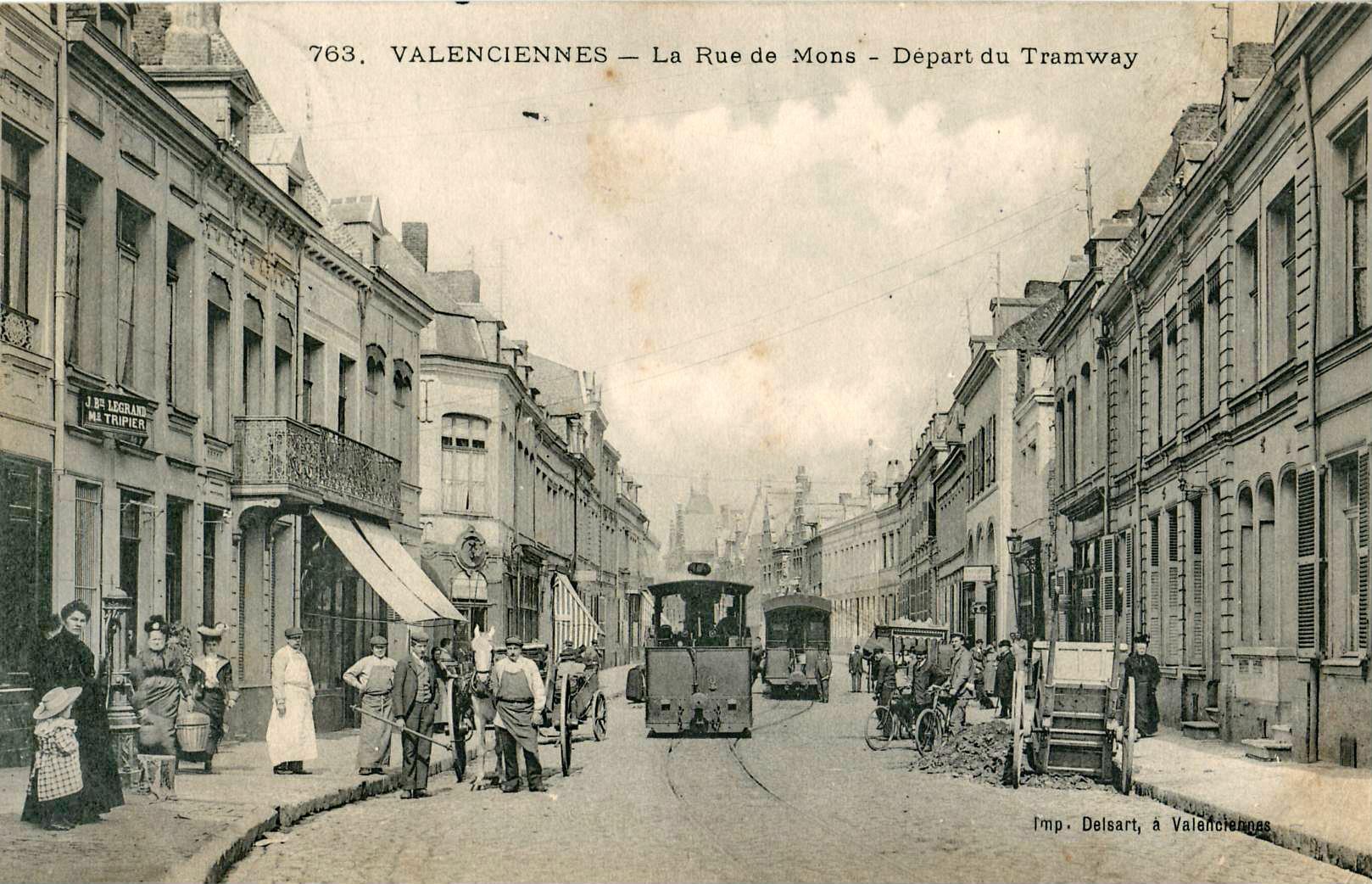
Deux tramways à vapeur manœuvrant au terminus de la rue de Mons (Ligne de Blanc-Misseron).

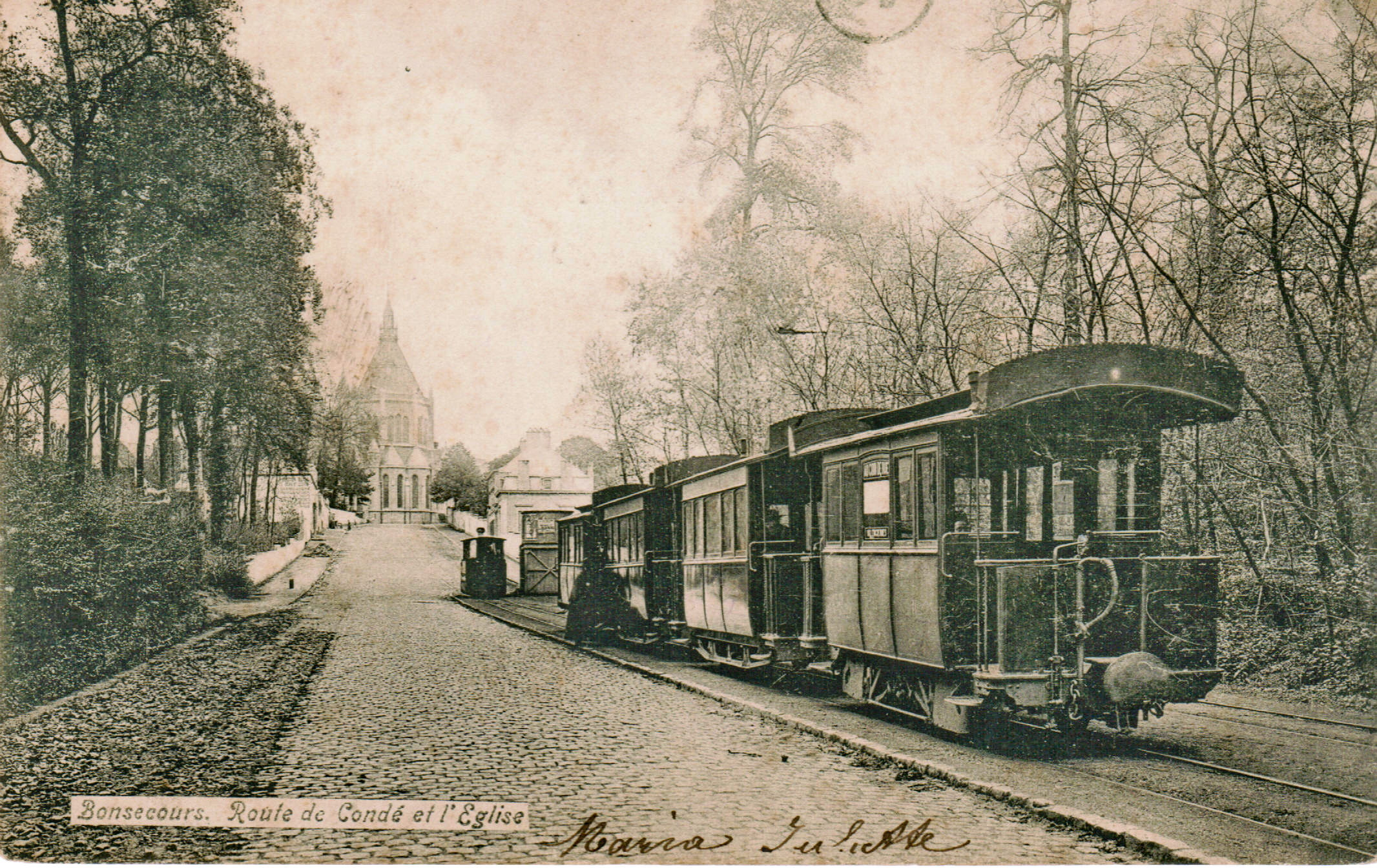
Rame du tramway à vapeur stationnant à son terminus de Bonsecours.

Cette société des Tramways de Valenciennes à Anzin et extensions, de droit belge, dont le siège social était à Bruxelles et l'administrateur délégué M. Édouard Empain, obtint, le 19 décembre 1882, une nouvelle concession devant expirer le 1er juillet 1932 et modifiant et complétant celle de 1877.
Les lignes prévues à la concession de 1882 comprennent des modifications par rapport aux prévisions de la concession de 1877 et sont désormais les suivantes :
- De la place du Marché-aux-Herbes de Valenciennes jusqu'à la station de Raismes (ligne de Douai) en suivant la route nationale 29, entre la place du Marché-aux-Herbes et l'église Saint-Nicolas, la rue Ferrand, la route nationale 45, depuis la porte Ferrand jusqu'à l'avenue de la station de Raismes, enfin l'avenue conduisant à cette station. Cette ligne sera reliée par un embranchement à la gare des marchandises du chemin de fer de la compagnie des mines d'Anzin ;
- De la place du Marché-aux-Herbes de Valenciennes jusqu'au cimetière de Bruay, se confondant avec la première ligne jusqu'à la Croix-d'Anzin et se détachant ensuite du tronc commun pour suivre la route nationale n° 48[8].

La compagnie exploite à titre provisoire les lignes aux dates suivantes avant la régularisation administrative de ses droits, constituée par la concession de 1882, sur les tracés suivants :
- Valenciennes - Raismes (passage à niveau de la compagnie du Nord) via la Croix d'Anzin, le 1er janvier 1881 ;
- Raismes (passage à niveau de la compagnie du Nord) - Raismes-Place, le 22 mars 1881.
- La Croix d'Anzin  - Condé-sur-l'Escaut, le 3 février 1882 ;
- Raismes - Saint-Amand-les-Eaux, également le 3 février 1882.

En 1883, ces lignes sont prolongées vers :
- Condé-Place et Vieux-Condé ;
- Saint-Amand-Pont et Saint-Amand-Place ;

Une nouvelle ligne est ouverte le 2 août :
- Valenciennes-Porte de Mons -  Blanc-Misseron.

La longueur totale du réseau exploité par la compagnie est de 22,5 km.
Le fait que la Société des Tramways de Valenciennes à Anzin et extensions soit une entreprise de droit belge et concessionnaire de lignes de tramways français posait d'importantes difficultés.
C'est pourquoi elle se transforma en société de droit français en 1884 et pris le nom de Société anonyme des Chemins de fer économiques du Nord.

Carte animée de l'évolution des infrastructures ferroviaires de l'agglomération de Valenciennes, dont celles des anciens et actuels tramways, de 1880 à nos jours.

### La société des Chemins de fer économiques du Nord

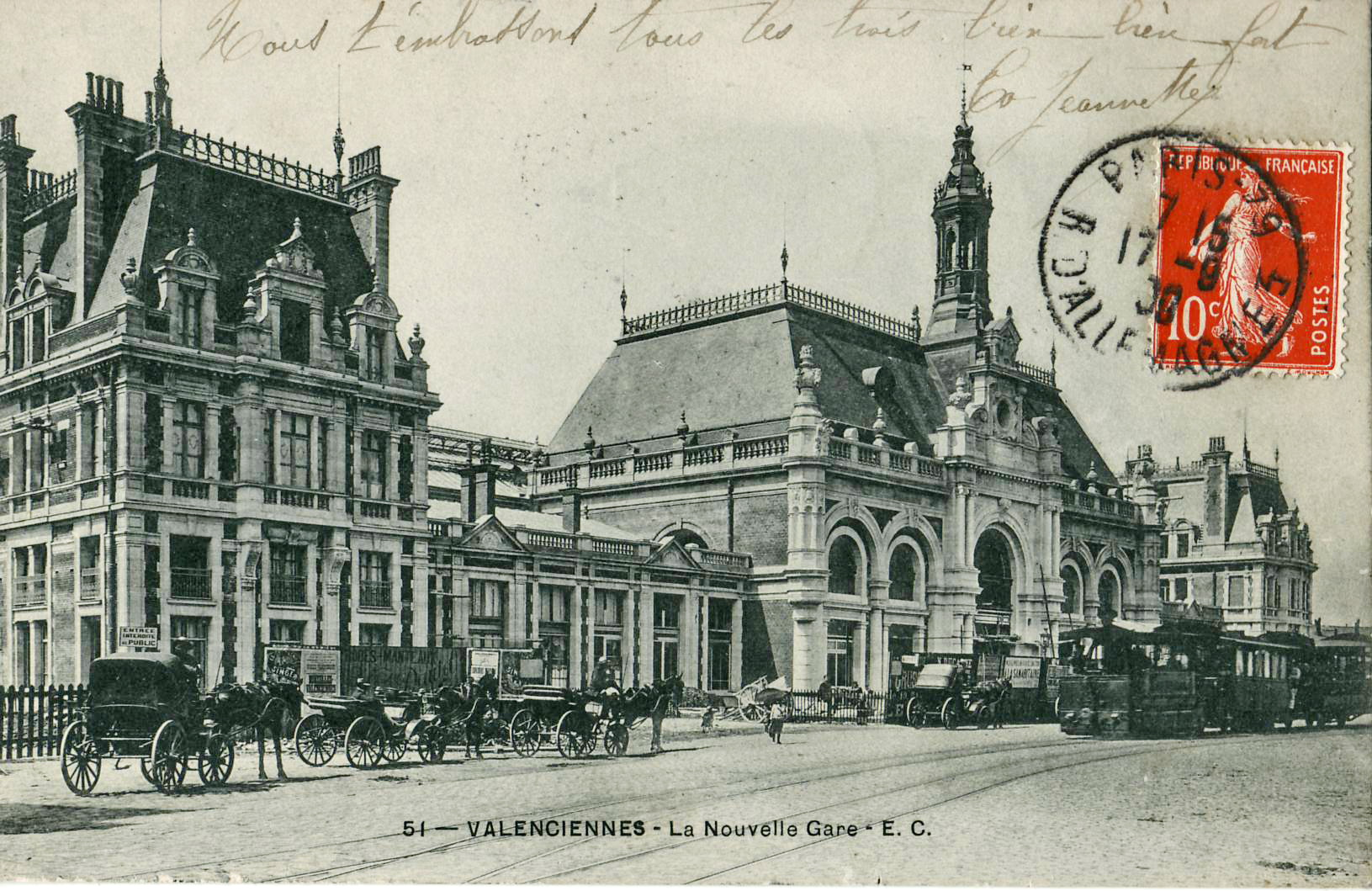
Tramway à vapeur devant la gare, avant la Première Guerre mondiale.

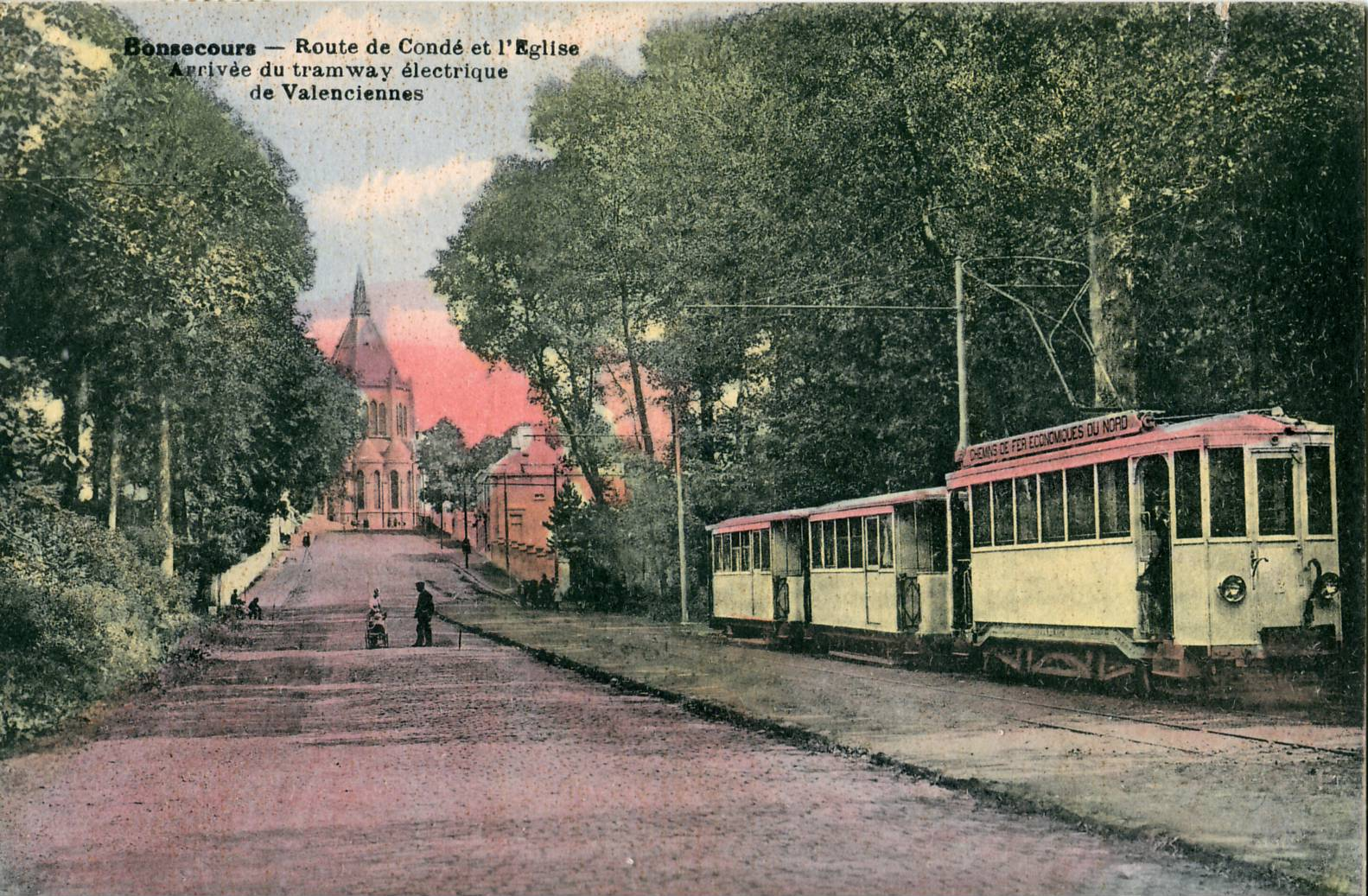
Tramway électrique au terminus de Bonsecours à Condé (années 1920).

La Société des Chemins de fer économiques du Nord (CEN) poursuit donc l'exploitation des deux lignes primitives du tramway de Valenciennes et reste un élément du groupe Empain.
Cette compagnie exploite ultérieurement d'autres réseaux de chemins de fer secondaires à voie métrique régies par la réglementation des voies ferrées d'intérêt local dans les départements de l'Isère, du Pas-de-Calais et de la Savoie, ainsi que deux lignes dans le département du Nord :
- Armentières - Halluin, 26 km, (1895 - 1935),
- Saint-Amand - Hellemmes, 32 km, (1896 - 1932).

Ces dernières ne faisaient pas à proprement partie du réseau des tramways de Valenciennes (Armentières est à l'ouest de Lille). Elle disparurent toutes deux dans les années 1930.

### Le développement du réseau
Par deux décrets du 7 novembre 1885, les CEN reçoivent la concession jusqu'au 1er juillet 1932 de quatre nouvelles lignes :
- ligne de la Croix-d'Anzin à Denain, 10,681 km entre la Croix-d'Anzin et Denain, pour le transport des voyageurs et marchandises. Cette ligne se détacherait des lignes Valenciennes - Raismes et Valenciennes - Bruai à la Croix-d'Anzin, suivrait la route nationale n° 48 jusqu'à la pyramide de Dompierre, puis la route nationale n° 29 vers Wavrechain. Établie désormais en site propre, elle se dirigerait ensuite vers le cimetière de Denain et pénétrerait dans cette ville par la rue de Valenciennes jusqu'à la rue de Villars, afin de pouvoir s'embrancher sur le chemin de fer d'intérêt local de Lille à Solesmes[10].
Cette ligne sera prolongée, aux termes du décret du 3 avril 1901, à Lourches en empruntant le GC 49 jusqu'à la frontière avec Rœulx (peu avant le croisement avec les voies du chemin de fer)[11].

- ligne  Raismes à la place de Saint-Amand, suivant la route nationale no 45, par Vicoigne et le Moulin des Loups ;
- ligne de Bruai (cimetière) à Condé (porte de Tournai), suivant la route nationale no 48, par Thiers, Escautpont et Fresnes ;
- ligne de Valenciennes à Blanc-Misseron, partant du carrefour de la route nationale n° 45 et du chemin de ceinture, puis empruntant le GC n° 78 jusqu'à la rencontre de la route nationale n° 29 et enfin suivant cette dernière route jusqu'à la frontière belge ; sur le territoire à Valenciennes, un embranchement en cul-de-sac, établi sur la route nationale n° 29, se dirigera vers la ville et se terminera à l'origine du chemin de Valenciennes à Saint-Saulve[12]. 
Un décret du 21 juin 1887 déclara d'utilité publique le prolongement de 393 m. de cette ligne à Valenciennes, du Chemin de Valenciennes à Saint-Saulve (près de la Porte de Mons) jusqu'au carrefour des rues Capelle et Wédière[13],[14].
Par un décret de 1890, les CEN sont autorisés par le gouvernement français à exploiter le prolongement de cette ligne en Belgique, de Quiévrain jusqu'à Roisin, dans le cadre d'une convention passée avec la SNCV[15].

Le décret du 10 juin 1892 déclare d'utilité une fourche s'embranchant sur la ligne concédée en 1877 de Vieux-Condé, vers Bon-Secours (frontière belge) d'une part, et Hergnies, d'autre part.

#### Les extensions de la ligne de Condé
La compagnie des CEN réalise les extensions suivantes
- Blanc-Misseron  - Quiévrain en Belgique, en 1890, puis affermée au CEN ;
- Condé - Bonsecours (frontière), en 1892 ;
- Condé - Hergnies, en 1894 ;
- Denain - Lourches, en 1902[17].

#### L'extension vers Quiévrain
L'extension de Blanc Misseron à la frontière est réalisée par les CEN, et la section belge, l'est par la SNCV, mais son exploitation est affermée aux CEN.

#### L'extension vers Lourches (apogée du réseau vapeur)
| Infrastructure |                                                               |
|                | Dépôt, installation technique ou voyageurs (stations, gares). |
|                | Emprise en site indépendant.                                  |
|                | Voie de service ou de fret.                                   |
| Lignes         |                                                               |
|                | Ligne des CEN.                                                |
|                | Ligne SNCV 412                                                |
|                | Section commune aux CEN et à la SNCV.                         |

L’extension du réseau de tramways à vapeur s'achève en 1902, il comporte 58,5 km de lignes, dont une franchissant depuis le 15 mars 1890, la frontière belge afin de se raccorder au réseau de la SNCV à la gare de Quiévrain
Le réseau compte alors quatre lignes, toutes ont leur terminus Place du Marché aux herbes à Valenciennes :
- VBH Condé Bonsecours et Hergnies Place ;
- VL Lourches PS ;
- VQ Quiévrain Gare ;
- VSA Saint-Amand Place ;

Les CEN exploitent également en Belgique la ligne de tramway vicinal Quiévrain - Roisin pour le compte de la Société nationale des chemins de fer vicinaux (SNCV).
Les indices sont à titre indicatif.
L'électrification du réseau est envisagée dès 1904 et les études débutent en 1911. En 1914, les premiers tramways électriques commencent à circuler. L'alimentaion électrique se fait au moyen du courant continu 600 V. Un nouveau dépôt est mis en service boulevard Harpignies. Le réseau transporte alors trois millions de voyageurs par an.

### La Première Guerre mondiale
Le Conseil général note, après l'armistice, que des ouvrages d'arts et l'usine électrique du tramway sont détruites, et qu'il est nécessaire d'y remédier pour remettre le réseau en service.

### L'entre-deux-guerres
Pendant la période de l'entre-deux-guerres, de 1919 à 1923, d'importants travaux de reconstruction du réseau sont entrepris à la suite des dommages de la guerre. La ligne de Condé est électrifiée à son tour en 1923.
| Infrastructure |                                                               |
|                | Dépôt, installation technique ou voyageurs (stations, gares). |
|                | Emprise en site indépendant.                                  |
|                | Voie de service ou de fret.                                   |
| Lignes         |                                                               |
|                | Ligne des CEN.                                                |
|                | Ligne SNCV 412                                                |
|                | Section commune aux CEN et à la SNCV.                         |

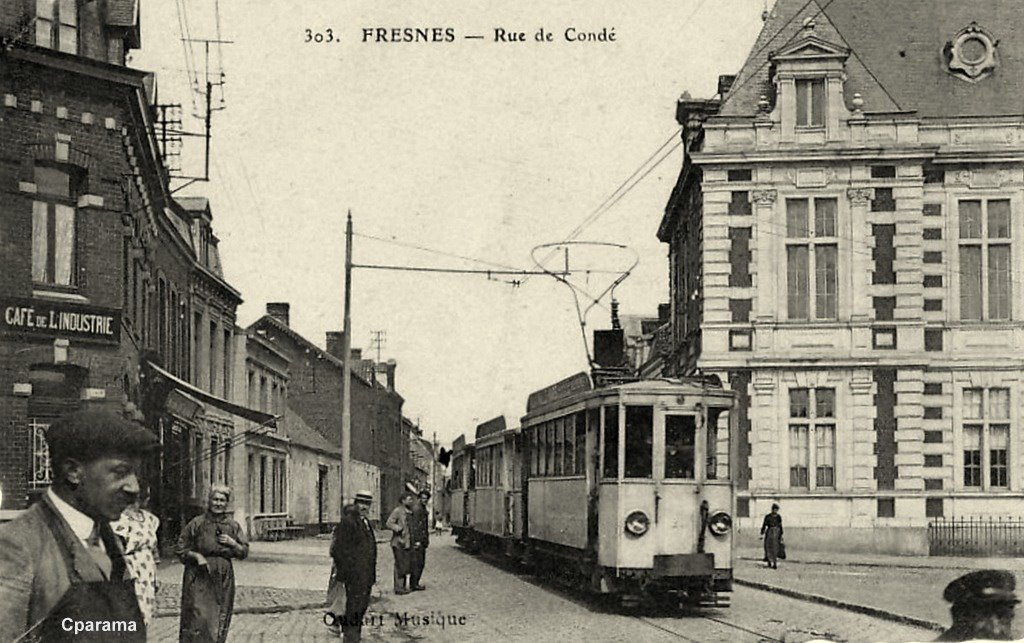
Le tramway à Fresnes dans la période de l'entre-deux-guerres.

Deux nouvelles lignes sont mises en service durant l'entre-deux-guerres :
- Valenciennes - Saint Waast, le 11 novembre 1928
- Valenciennes - Marly, le 25 décembre 1931

Avec cette dernière mise en service, le réseau atteint son apogée, composée de six lignes dont le terminus est depuis 1902 fixé à la place du Marché aux herbes à Valenciennes, pour 65 km de réseau et quatorze millions de voyageurs pour cette année 1931 :
- VBH Condé Bonsecours et Hergnies Place ;
- VL Lourches PS ;
- VM Marly Place ;
- VQ Quiévrain Gare ;
- VSA Saint-Amand Place ;
- VSV Saint-Waast Place Taffin.

Les indices sont à titre indicatif.
En 1932 commence la concurrence des autobus : l'entreprise Finand exploite quatre lignes d'autobus, et les CEN deux lignes.

### La Seconde Guerre mondiale
Durant la Seconde Guerre mondiale, la réquisition d'une part importante du personnel et les restrictions de matériel et d'énergie entrainent la mise en place d'un service réduit. Malgré 27 bombardements qui affectent le réseau et détruisent les deux tiers du matériel roulant, le service n'est jamais totalement arrêté. Moyennant des réparations de fortune, l'exploitation ést redevenue à la Libération au niveau de ce qu'elle était avant les bombardements

### L'après-guerre et la fin du réseau
En 1950, le réseau comprend 60 km de lignes à double voie, on étudiait encore la création d'une nouvelle ligne d'environ 4 km, qui aurait relié Aulnoy-lez-Valenciennes à Valenciennes, en passant par de nouvelles avenues créées dans le cadre de la reconstruction d'après-guerre.
En octobre 1961, la reconversion progressive en une exploitation par autobus se trouve amorcée avec la création de la ligne d'autobus Saint-Waast - La Briquette.
Le 3 juillet 1966, le tramway, surnommé le « Péril Jaune » par ses opposants, effectue son dernier voyage à Valenciennes et laisse place aux autobus, mode de transport collectif plébiscité à l'époque, mais surtout à l'automobile.
C'est à la suite d'une saturation croissante de la voirie qu'est envisagée, à compter des années 1990, la création d'un nouveau réseau de transport performant, qui aboutit à la mise en service, en 2006, du nouveau réseau du tramway de Valenciennes.

### Accidents notables
Le 16 juillet 1882 à 18h30 eut lieu le déraillement à Escautpont d'un convoi tracté par une locomotive à vapeur type Tubize. Le train était plein de spectateurs ayant assisté aux courses de chevaux de l'hippodrome de Vicq. Cet accident est causé par la vitesse excessive donnée au convoi par le mécanicien pour gravir une côte, et à la défectuosité de la voie. La locomotive, après le déraillement, avait fait, hors des rails, un parcours de 5 à 6 mètres, avant de s'arrêter contre un arbre. La vapeur s'échappa de la locomotive et brûla les voyageurs qui occupaient le fourgon. Une vingtaine de personnes furent blessées, dont trois décédèrent du suite de l'accident,. La section défectueuse de la voie fut remise en état et la taille des convois limitée à 3 voitures sur la ligne de Saint-Amand et de Condé.

## Lignes
- Valenciennes - Condé / Hergnies ;
- Valenciennes - Lourches ;
- Valenciennes - Marly ;
- Valenciennes - Quiévrain ;
- Valenciennes - Saint-Amand ;.

## Infrastructure

### Voie et tracés

Rails. De gauche à droite :
- type UIC 60,
- type Vignole,
- type Broca ou à gorge, typique des voies de tramway car permettant l'implantation de la voie dans la chaussée,
- type double champignon symétrique,
- et double champignon asymétrique.

La voie ferrée était le plus souvent implantée en accotement des voies routières.
En 1888, A. Sampité pouvait noter que la voie était établie, à Valenciennes sur la chaussée, de manière à laisser un minimum de passage libre de 2,60 m entre le tramway et la bordure des trottoirs.
Au-delà, la voie était généralement implantée sur l'accotement des routes nationales de Cambrai, de Lille, de Bruxelles et de Mons, le rail étant situé à 0,80 m. de la bordure du trottoir.
En 1888, seul le tronçon de Valenciennes à Croix-d'Anzin était à double voie : les autres sections étaient à voie unique, les croisements se faisant dans des évitements ménagés notamment dans les stations.
Les rails, à l'origine de 18 kg en fer ou en acier, ont été ultérieurement remplacés par des rails de type Broca de 49 kg/m et type Vignole « Nord » de 30 kg/m., avec soudure aluminothermique à partir de 1947.
À l'origine, la voie présentait des rampes atteignant 30 ‰, et même 34 ‰ dans la rampe de la Croix d'Anzin. Les courbes, dans les traversées de Valenciennes et de Condé, étaient limitées à 30 et 25 m de rayon. Dans les sections interurbaines, elles atteignaient 50 à 100 m de rayon.
La voie croisait à de nombreuses reprises des lignes de chemin de fer, dont 6 en passage supérieur, 5 en passage à niveau et deux en passage inférieur, et passait 3 fois au-dessus de canaux et rivières.

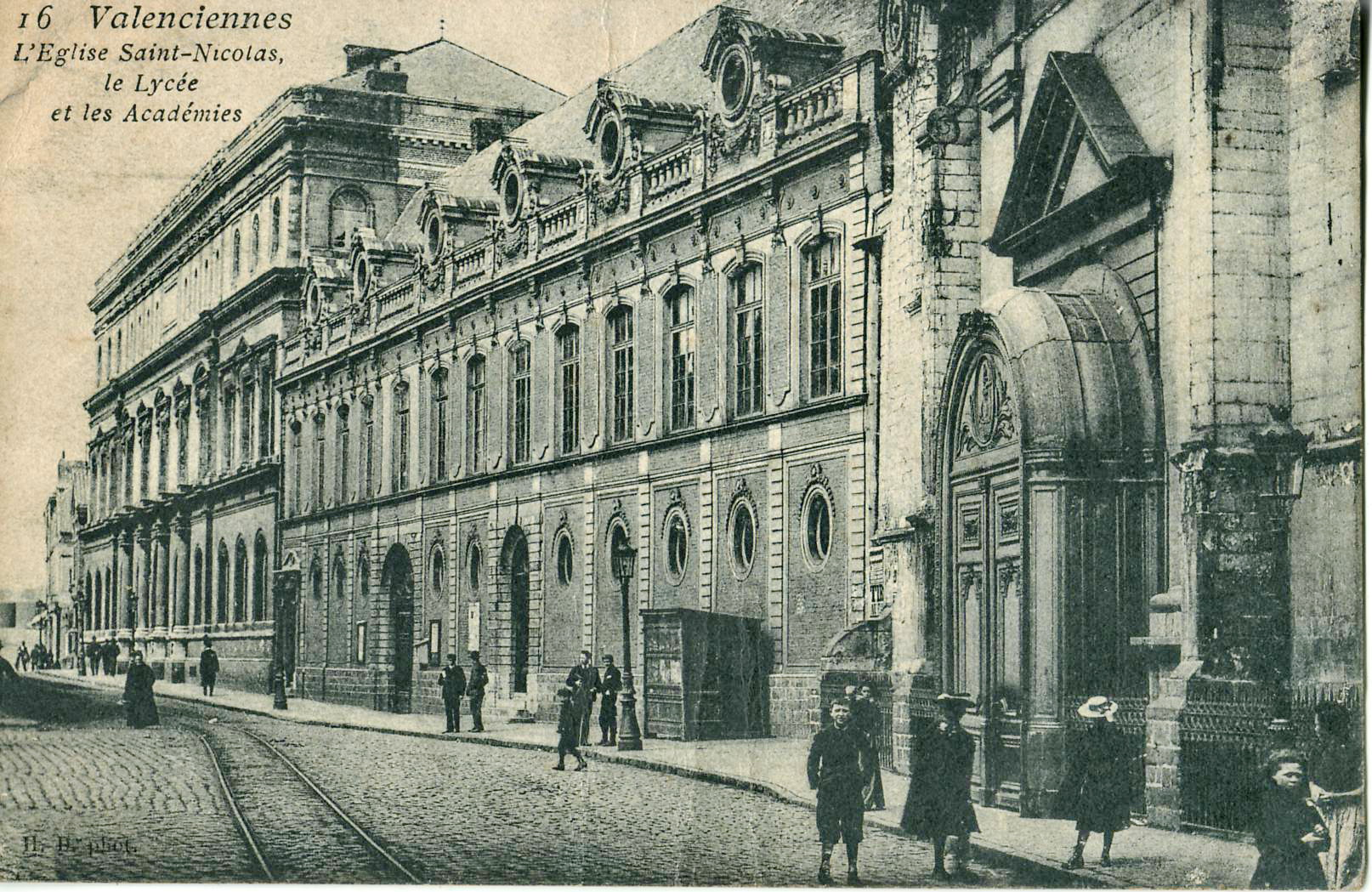
Implantation de la voie, au milieu de la rue, au début de l'exploitation.
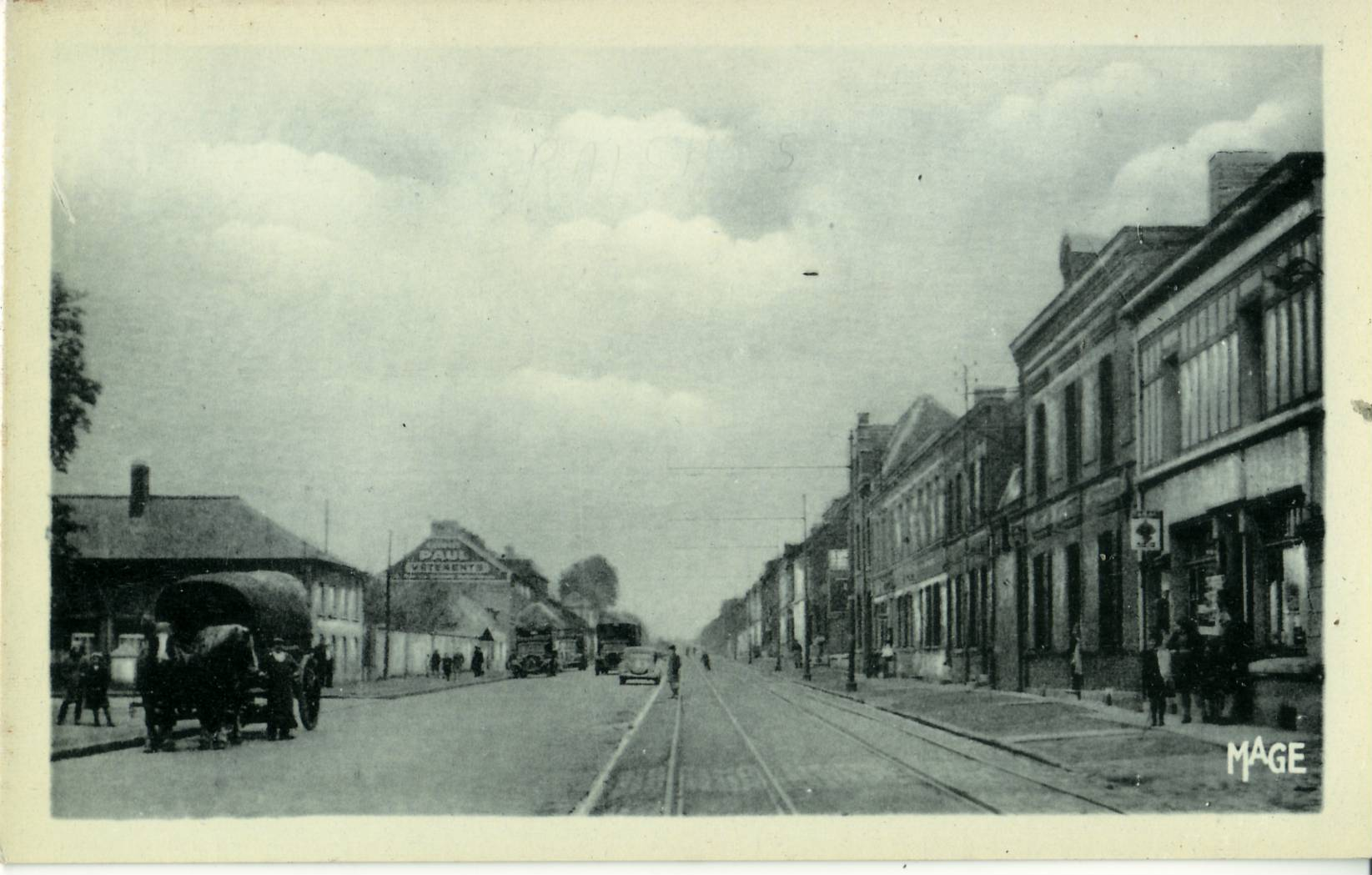
Plate-forme du tramways en site propre  à Raismes, dans l'entre-deux-guerres.
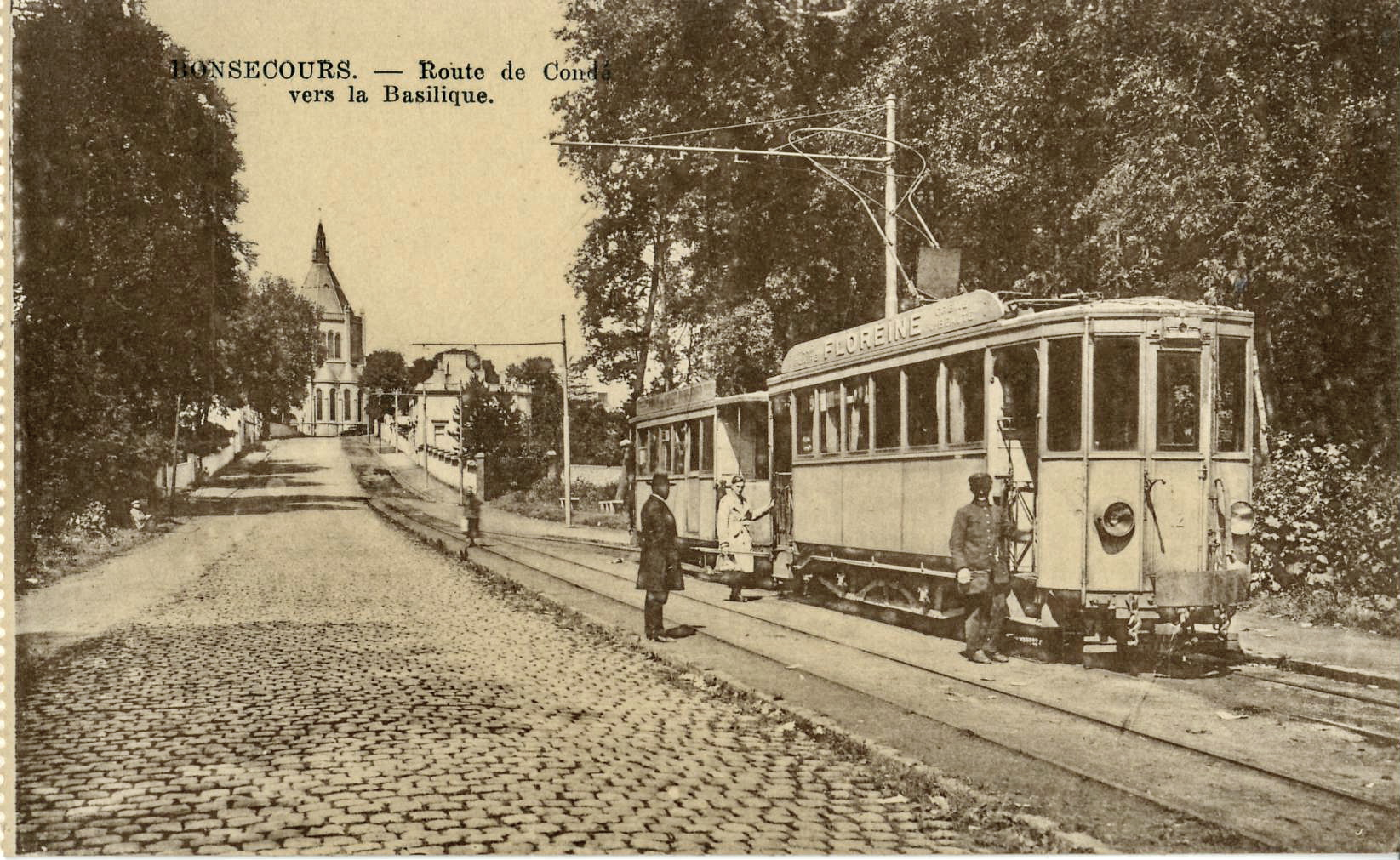
Cette carte permet de voir l'organisation du terminus de Bonsecours, constitué par une simple voie de tiroir reliant les deux voies principales. Les installations s'arrêtaient avant le point frontière belge.

### Ouvrages d'art
Dans le cadre de l'électrification et à la demande de la Compagnie des chemins de fer du Nord, des passages supérieurs vont être construits en remplacement des passages à niveau, ces ouvrages sont les suivants :
Sur la ligne de Valenciennes à Bonsecours et Hergnies :
- à Anzin au passage à niveau de la Bleuse Borne sur la ligne de Douai à Blanc-Misseron ;
- à Escaupont et Fresnes au PN d'Escaupont sur la ligne de Saint-Amand à Blanc-Misseron.

Sur la ligne de Valenciennes à Saint-Amand :
- à Raismes au PN de Maraicaux sur la ligne de Douai à Blanc-Misseron ;
- à Saint-Amand au PN de la Forêt sur la ligne de Fives à Hirson et au PN du mont des Bruyères sur la  ligne de Saint-Amand à Blanc-Misseron.

Tous les ouvrages sont réalisés en site propre réservé au tramway à l'exception de celui de la Bleuse Borne qui est en site banal. Le passage à niveau d'Anzin sur la ligne de Somain à Péruwelz de la Compagnie des mines d'Anzin n'a jamais fait l'objet d'aucune modification et va rester en traversée à niveau jusqu'à la fin du réseau.

### Les voies à Valenciennes
Avec l'abandon du projet Thérin, la nouvelle convention prévoit de reporter le terminus des lignes de la place d'armes à la place du marché aux herbes (celles-ci n'étant pas encore construites). La ville ayant pour projet d'y établir un marché couvert, il est prévu à la convention que la compagnie doivent après cinq ans déménager le terminus place Carpeaux si la ville décide de réaliser le marché couvert en récupérant l'espace dédié au tramway, ce droit ne sera cependant pas utilisé.
Les voies de garage du terminus sont établies le long de l'hospice dit de « l'hotellerie » séparées par une barrière du reste de la place. Une salle d'attente est établie au début des voies de garage sur le coin du bâtiment de l'hospice dotée d'une façade en bois s'ouvrant sur les voies de garage sur la façade est ainsi qu'une entrée surmontée d'une marquise sous laquelle est apposée le mot « Tramways » sur la façade sud.

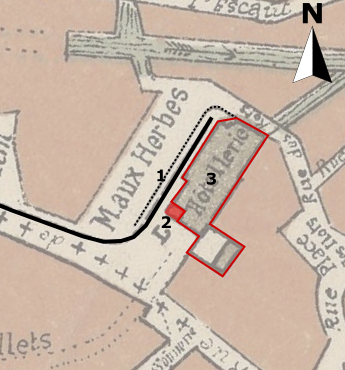
Plan du terminus en 1881 : 1. voies de garage 2. salle d'attente 3. hospice
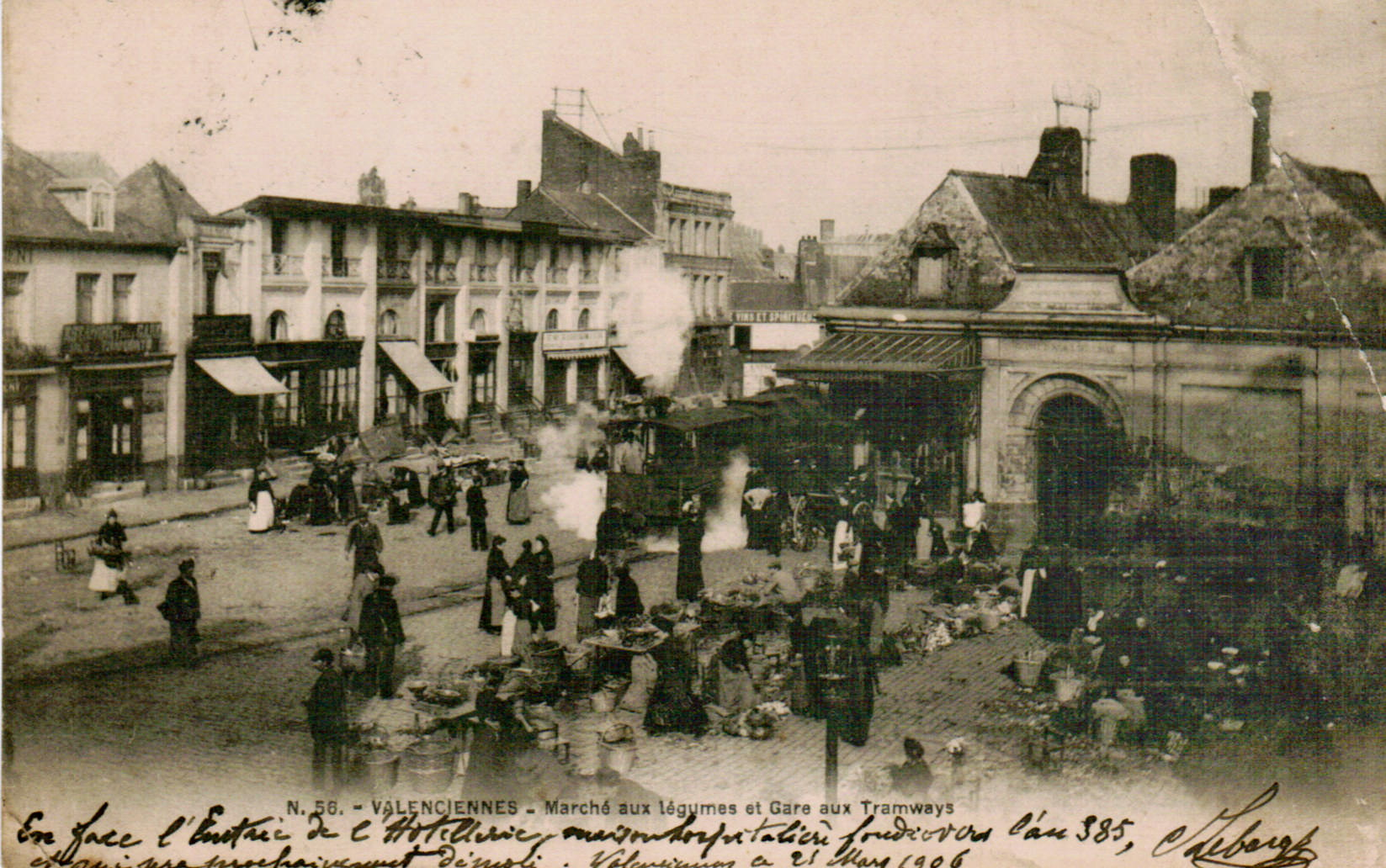
Convois à vapeur sur la place du marché aux herbes, au centre la salle d'attente et à sa droite l'hospice dit de « l'hotellerie ».
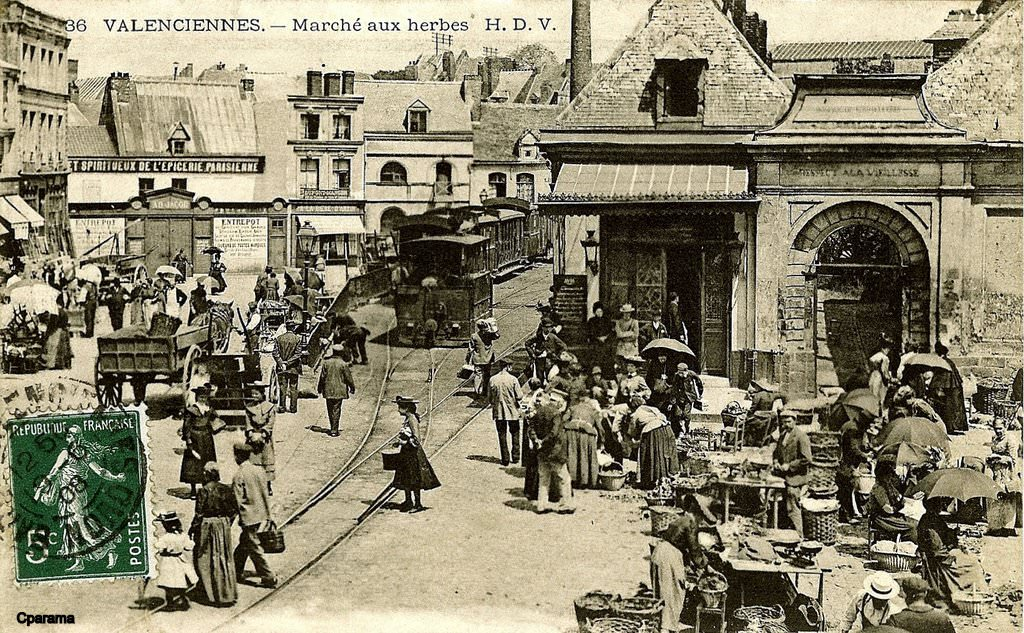
Idem.

En janvier 1909, la ville ayant renoncé au projet de marché couvert autorise les CEN à démolir l'ancien hospice pour y replacer les voies de garage du terminus et la salle d'attente. Les travaux effectués la même année sont terminés en juin 1909. Les voies sont établies à la place de l'ancien hospice le long des façades, toujours séparées du reste de la place par une barrière. En 1923 pour faire face à l'augmentation du trafic, la compagnie propose de créer une boucle en remplacement de la gare en cul-de-sac, la boucle est construite et mise en service dans les années suivantes,.

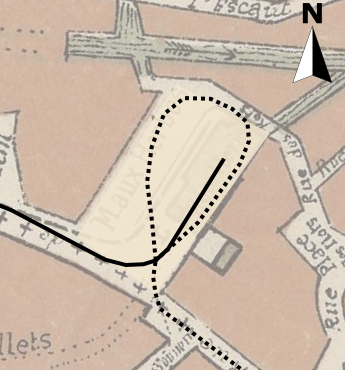
Plan du terminus en 1909 avec en pointillés la boucle et le raccordement de la ligne de Quiévrain.
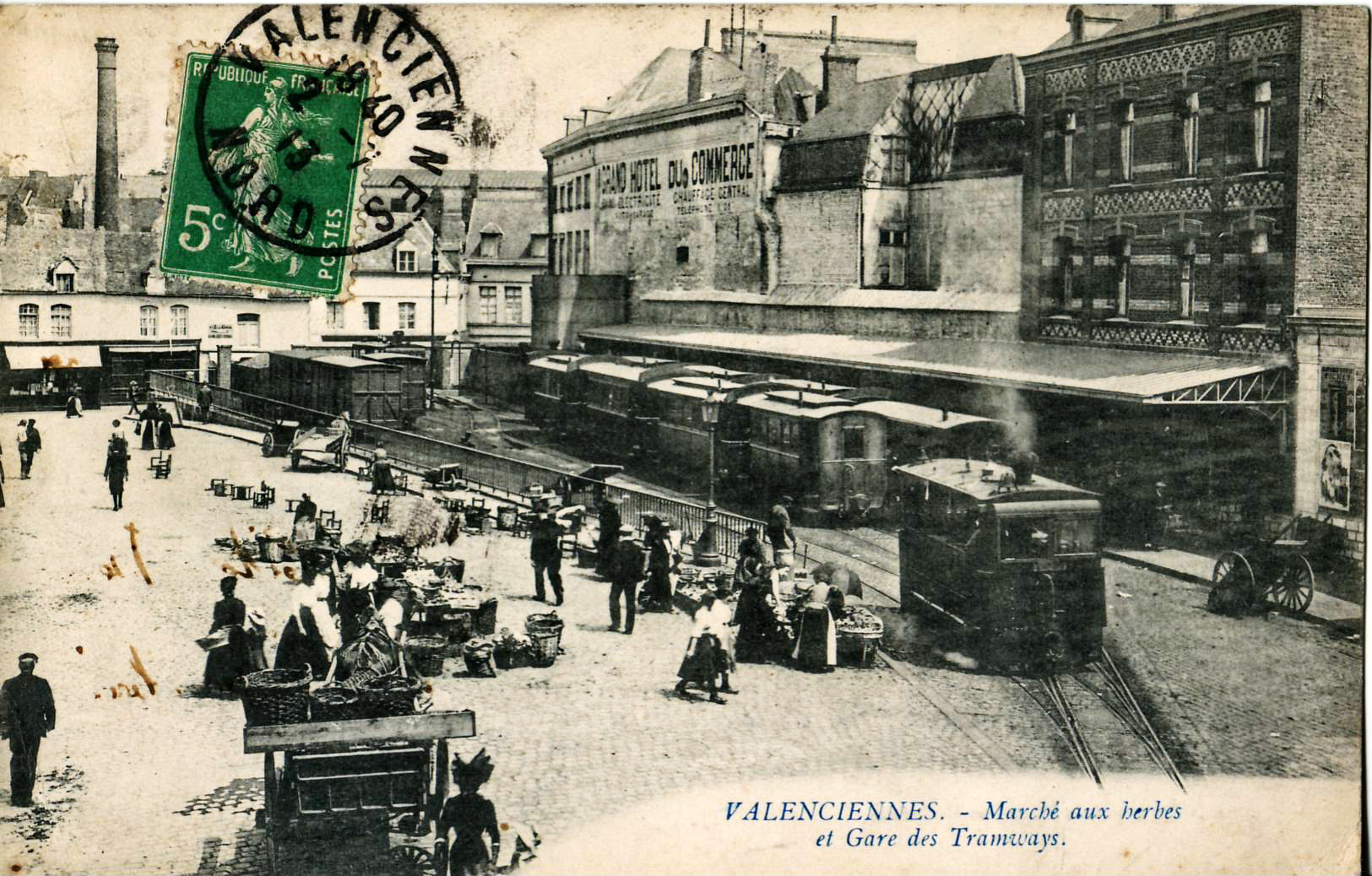
Le nouveau terminus vers 1901.

Elle a, en 1950, un trafic journalier de vingt mille voyageurs. En 1955, elle est transférée place du Hainaut. En 1950, les sept lignes sont desservies par deux tramways par heure, avec service renforcé aux heures de pointes. Des trains spéciaux circulent la nuit pour assurer le déplacement des mineurs. Toujours en 1950, le tarif kilométrique était de 2,25 anciens francs en 2de classe et 2,65 en 1re, considéré comme « assez bas ».

### Traction électrique
L'alimentation électrique du réseau est fournie par cinq sous-stations, situées à Valenciennes, Vicoigne, Fresnes, Denain et Quarouble, qui transforment en courant continu 600 V le courant du réseau, fourni en 10 000 V alternatif, à l'aide de commutatrices ou de redresseurs à vapeur de mercure.

### Conduite et signalisation
La sécurité des circulations était assurée au début de l'exploitation par un strict respect du tableau de marche des trains. Elles ne pouvaient « être modifiées que sur un ordre écrit du chef de gare de Valenciennes, agent spécial de la voie unique, ou bien sur un ordre verbal de l'un des trois contrôleurs chef du mouvement ». Des évitements, correspondant généralement à des stations, étaient aménagés à des distances permettant la circulation d'un tramway toutes les demi-heures, alors que les fréquences sont d'une rame par heure. Il n'existait alors pas de communication téléphonique ou télégraphique pour l'exploitation du réseau.

### Dépôts

#### Le dépôt de Raismes
Le premier dépôt est établi à Raismes le long de la chaussée de Saint-Amand (50° 23′ 03″ N, 3° 29′ 29″ E).

#### Le dépôt de Valenciennes
Dans le cadre de l'électrification du réseau approuvée par décret en 1911, les CEN s'engagent à construire un nouveau dépôt et l'usine électrique pour l'alimentation du réseau sur le territoire de Valenciennes. Le site retenu est situé le long de la voie de service de la ligne de Quiévrain sur le boulevard Baudouin de Constantinople (futur boulevard Harpignies ; 50° 21′ 53″ N, 3° 31′ 17″ E).

## Matériel roulant

### Locomotives à vapeur

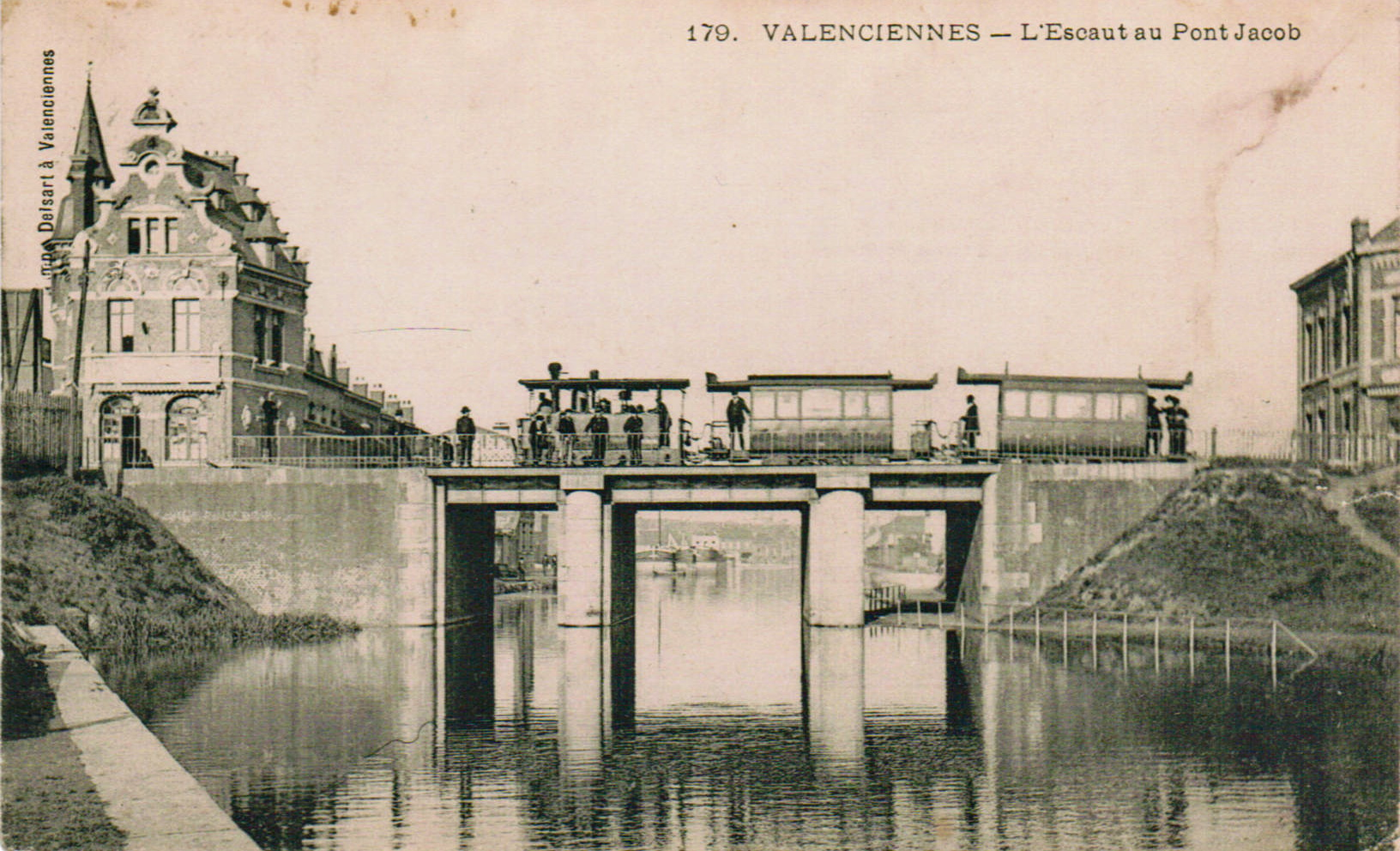
Tramway à vapeur, tracté par une locomotive à vapeur dite "bicabine", typique des tramways à vapeur, sur le Pont Jacob.
Le nouveau tramway passe également par le pont Jacob, reconstruit à cette occasion…

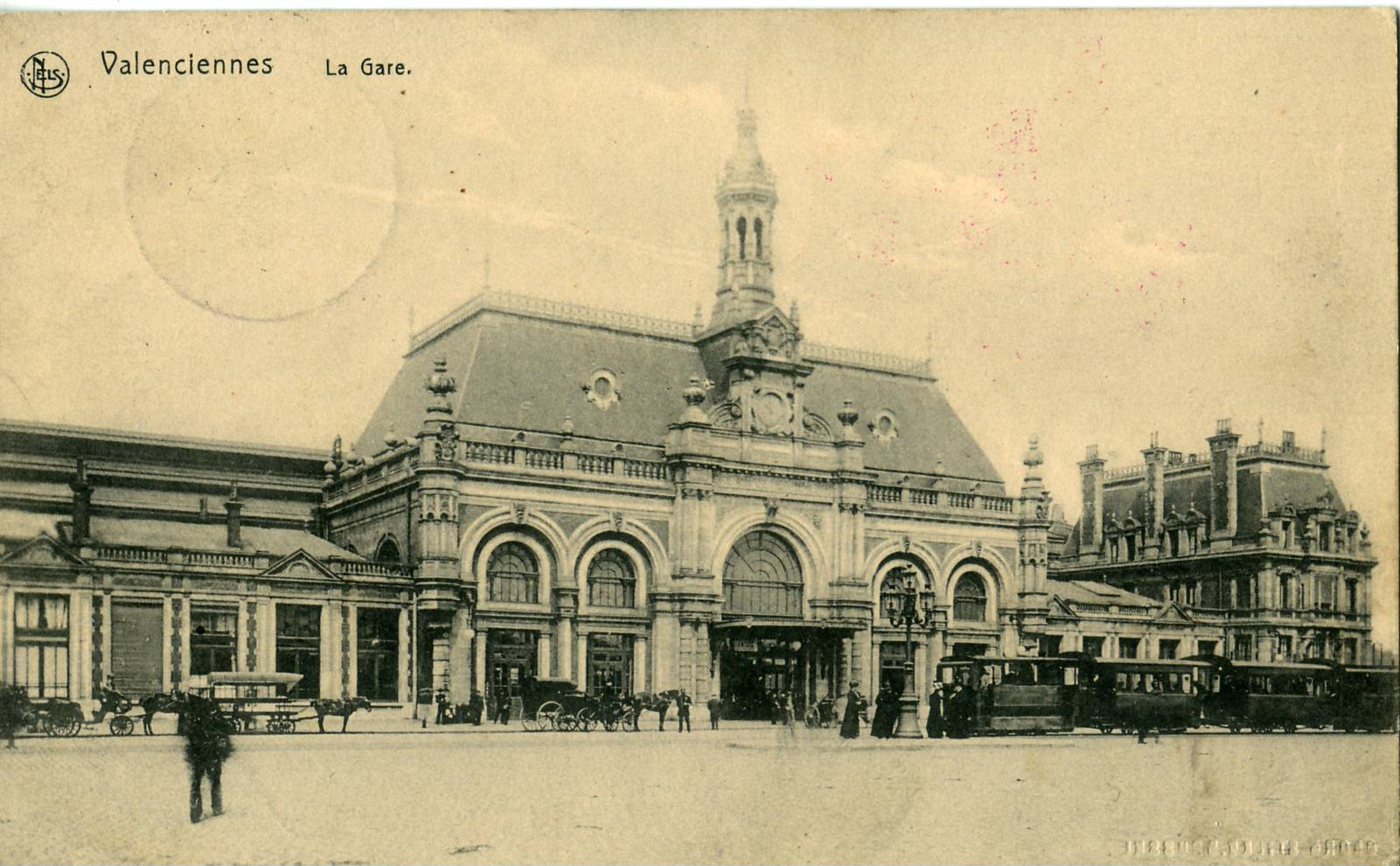
Un tramway à vapeur stationne devant la gare de Valenciennes.

Le matériel vapeur ést constitué de 19 locomotives type 030t bicabine, fournies de 1881 à 1884 par le constructeur belge La Metallurgique de Tubize et sa filiale des Ateliers de construction du Nord de la France (ANF) de Blanc-Misseron :
- no 1 à 6, livrées en 1881 par la Société Anonyme la Métallurgique (no 413-418);
- no 7, livrée en 1882 par la Métallurgique (no 514);
- no 8, livrée en 1881 par la Métallurgique (no 456);
- no 9 à 10, livrées en 1882 par la Métallurgique (no 515-516);
- no 11 à 13, livrées en 1883 par la Métallurgique (no 542-543);
- no 31 à 37, livrées en 1881 par la Métallurgique (no 443-449);
- no 14, livrée en 1895 par les ANF, numéro constructeur 97 (La Métallurgique 937)[33],[34].

Le parcours journalier de chaque locomotive est en 1888, d'environ 150 km.
Ces locomotives bicabines ont une largeur d'environ 1,90 m, 5,40 m de longueur et une masse de 12,5 T en ordre de marche. Les roues ont un diamètre de 90 cm, et sont toutes freinées. Après l'installation, en 1901, d'un système de freinage continu type Smith-Hardy, la vitesse des convois est portée de 20 à 25 km/h.
La livrée des locomotives et des remorques ést de couleur vert foncé avec des filets jaunes.
Le combustible est acquis auprès des mines d'Anzin toutes voisines. L'allocation de charbon, constituée de fines demi-grasses, est de 4 à 5 kg/km, plus 48 kg pour l'allumage de la locomotive.
En 1888, la compagnie dispose de 15 voitures de 1re classe, 4 voitures mixtes et 20 voitures de 2de classe, ainsi que de deux fourgons. En 1901, Le matériel remorqué est constitué de 75 voitures à deux essieux avec remorques plates-formes ouvertes.
La compagnie comptait sur un fort trafic marchandises. Elle fait construire 25 wagons à cet effet. Toutefois, l'importance lignes des chemins de fer de la Compagnie du Nord ou des autres compagnies, et le nombre des embranchements particuliers des usines ont rendu insignifiants ce trafic, et les wagons sont vite remisés dans les ateliers de Raismes.
L'ensemble ést entretenu par les ateliers situé à Raismes, et un auteur pouvait écrire, en 1888, que ceux-ci sont « suffisamment outillés pour assurer toutes réparations, et même au besoin la construction ».
Le trafic marchandise se développe considérablement et nescessite un important parc de wagons, au début du XXe siècle.

### Automotrices électriques
.
Le conseil d'administration des CEN souhaite que le matériel à acquérir soit le plus proche possible de celui des tramways électriques d'Ostende, de la SNCV.
L'industrie française n'ayant pu garantir le respect des délais de livraison voulus par la société, celle-ci se tourne alors vers l'industrie belge et retient l'offre de Nivelles, qui propose des motrices de type Ragheno.
- no 1 à 38

Une série de 38 motrices est livrée par la Brugeoise, Nicaise et Delcuve entre 1913 et février 1914,
Elles comprennent une caisse avec deux plateformes fermées aux extrémités, pouvant transporter sans surcharge 60 passagers, numérotées no 1 à 38.
Les motrices possèdent les caractéristiques suivantes :
- longueur de la caisse 8,39 m.,
- largeur de 1,90 m.,
- longueur hors tampons 9,32 m.,
- trucks Léonard de 2,50 m. d'empattement à 2 essieux,
- hauteur au-dessus du rail de 3,15 m.,
- tamponnement central et tendeur à vis,
- freins à main et à vis Westinghouse,
- moteurs type TC 80 de 60 CV (ultérieurement remplacés par des moteurs type TC 100 de 80 CV.),
- poids à vide de 8,2 tonnes,
- portes d'intercirculation placées aux extrémités des plateformes, celles-ci dotées de face avant biseautées, permettant une meilleure insertion du véhicule dans les courbes,
- les compartiments intérieurs, dotés de 6 fenêtres, sont divisés en trois parties par des cloisons vitrées dotées de portes coulissantes,
- le compartiment de première classe, de six places assises sur banquettes rembourrées étant encadré de deux compartiments de seconde classe de neuf places assises sur banquettes longitudinales en lattes de bois vernis[19],[21].

Elles sont modernisées à partir de 1933 par
l'allongement des plateformes
l'augmentation de l'empattement du truck
l'installation de portes coulissantes fermant la plateforme
le remplacement de l'archet de prise de courant par un pantographe
la modification des tampons.
- no 41 à 47

Une seconde commande est faite à Jeumont, qui livre les motrices no 41 à 47 en 1933.
À ce matériel s'ajoutent :
- 2 motrices de service (no 44 et 99),

la 44 est une ancienne motrice (série 41 à 47), convertie en véhicule de service
la 99 étant une ancienne motrice (série 1 à 38), convertie en véhicule de service

### Remorques

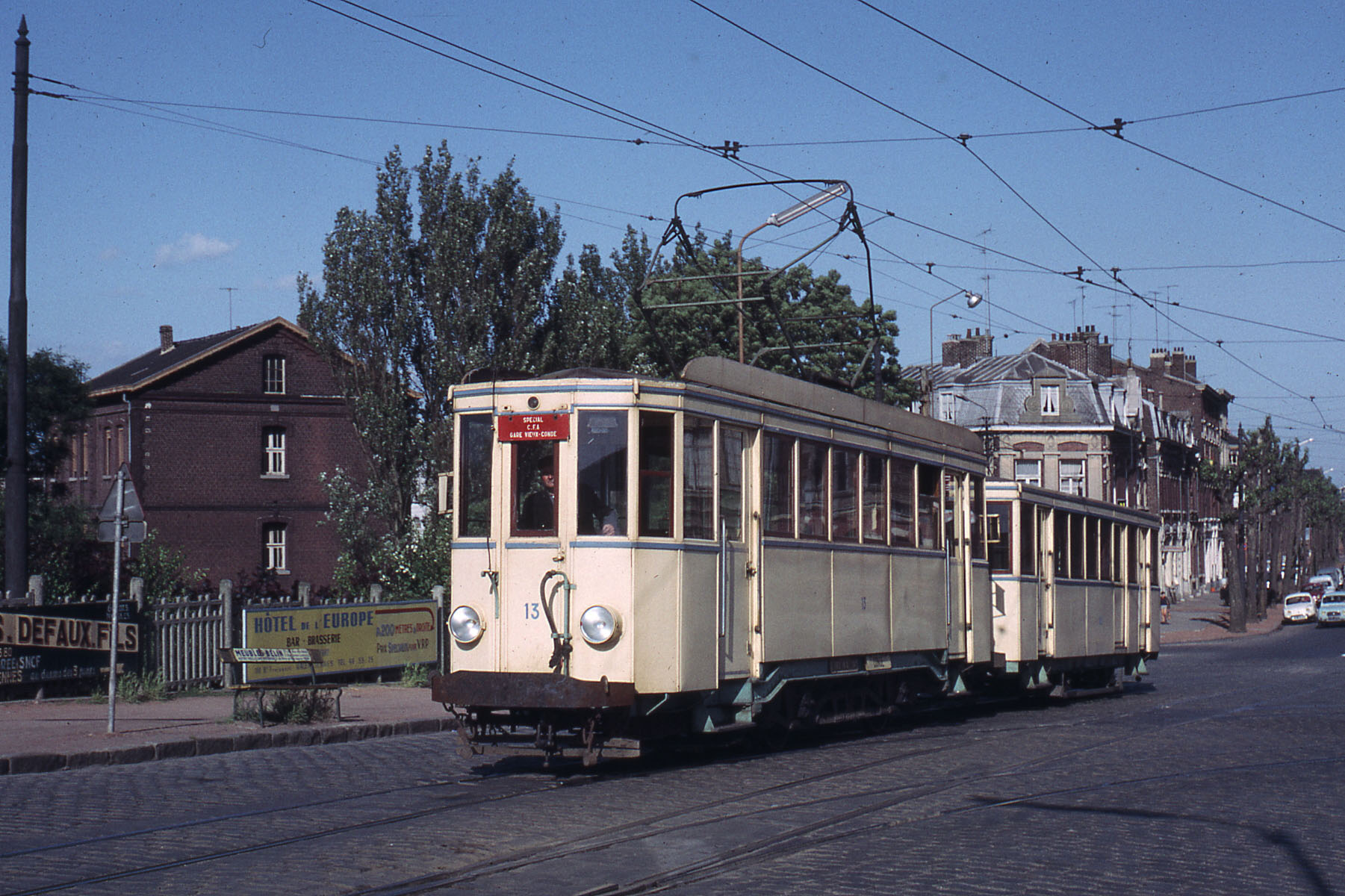
Motrice n°13 tractant une voiture fermée serie 121 à 123

- 50 remorques, numérotées dans la série 100 :
  - de 60 places, avec plateformes d'extrémité fermées[31].no 101 à 117
  - de 60 places, avec plateformes d'extrémité fermées[31].no 121 à 123
  - de 44 places, avec plateformes d'extrémité ouvertes[31].no 131 à 160
- ainsi que 150 wagons tombereaux, plats et couvets pour l'entretien de la voie[21].

Les caisses sont placées sur des châssis, leur plancher  à la hauteur de (675 mm), oblige les voyageurs à gravir 3 marches pour accéder au tramway.
Les convois sont habituellement constitués d'une motrice et deux remorques.
La première classe perdure jusque vers 1956. Elle est ensuite abandonnée au profit d'une classe unique.
Compte tenu de la présence de longues lignes droites et de la qualité de la voie dans les années 1950, les vitesses commerciales sont élevées et un commentateur pouvait comparer les prestations du tramway de Valenciennes à celles du service des chemins de fer de la banlieue parisienne, donnant en exemple les capacités d'un transport en commun performant malgré le discrédit qui le frappait alors.

## Exploitation

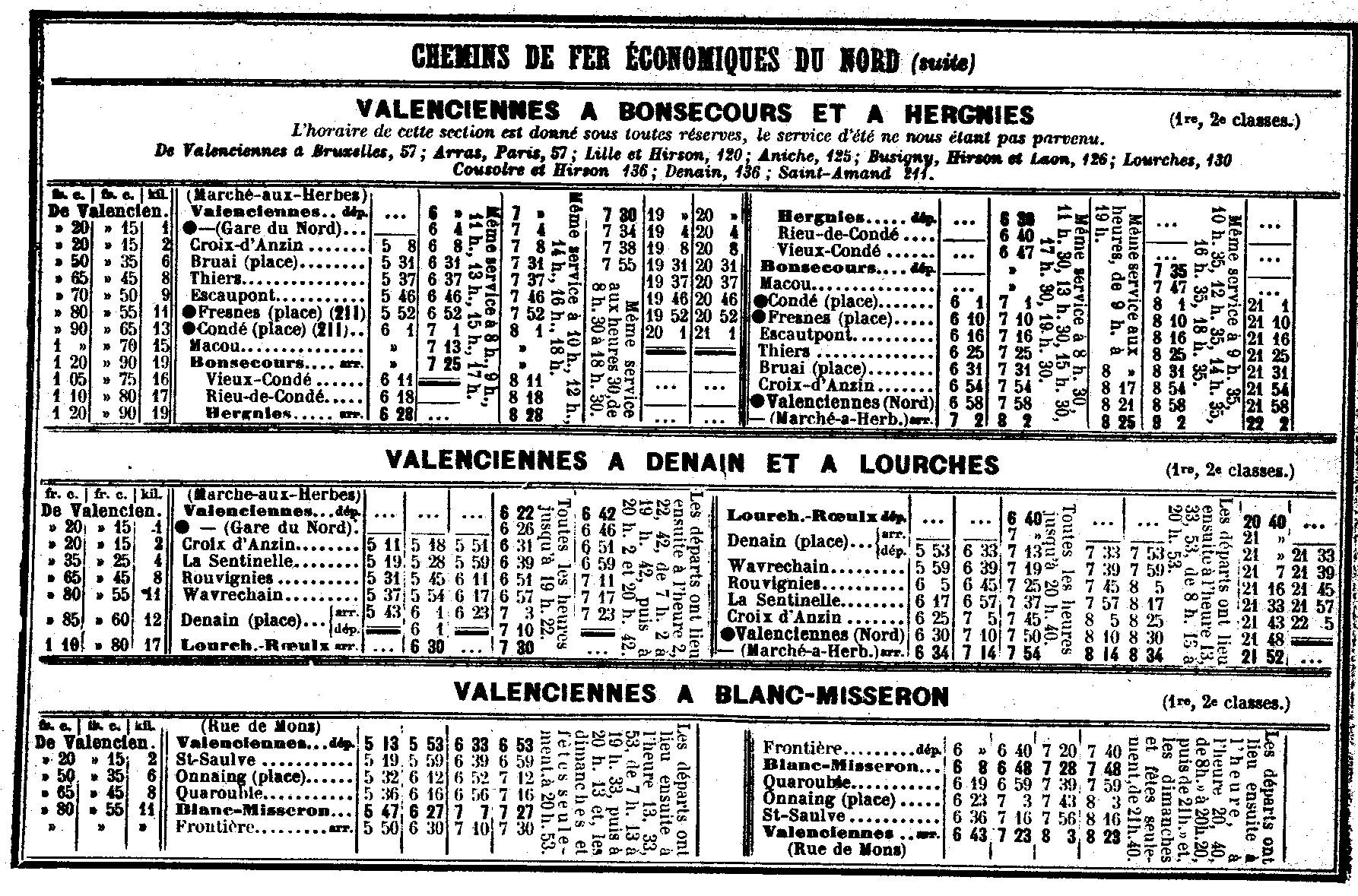
Horaires de mai 1914.

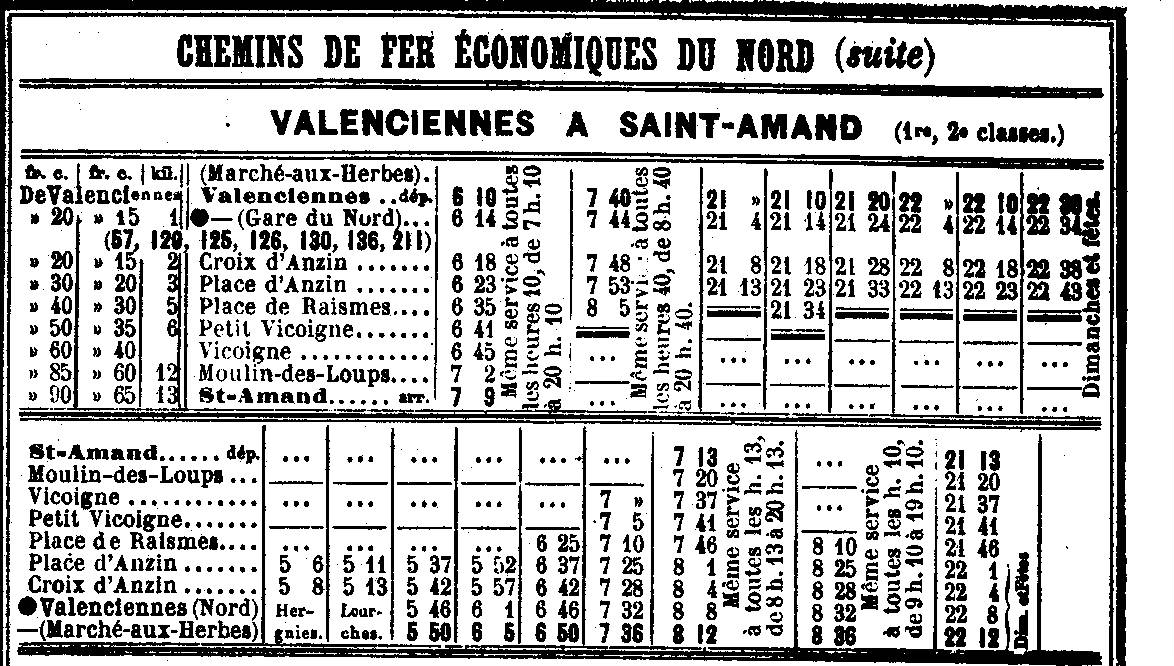
Horaires de mai 1914.

### Trafic
Le réseau transportait dans les années 1880 en moyenne 38 000 voyageurs/km/an par ligne, la moins fréquentée, vers Quiévrain n'atteignant que 28 000 voyageurs/km/an, et la plus chargée, celle de Raismes, 45 000 voyageurs/km/an.
En 1888, 1 522 480 voyageurs sont transportés.
De 1946 à 1948, le réseau transporte plus de 23 millions de voyageurs par an. Il dessert alors une agglomération en expansion de 230 000 habitants.

### Les stations
Au début de l'exploitation vapeur, les installations voyageurs propres à la compagnie ne sont guère importantes : le plus grand nombre des salles d'attente est constitué  d'estaminets, dont les propriétaires sont rémunérés par la compagnie pour la gestion des colis, mais surtout par les voyageurs qui consommaient en attendant le tramway.

### Exploitation vapeur

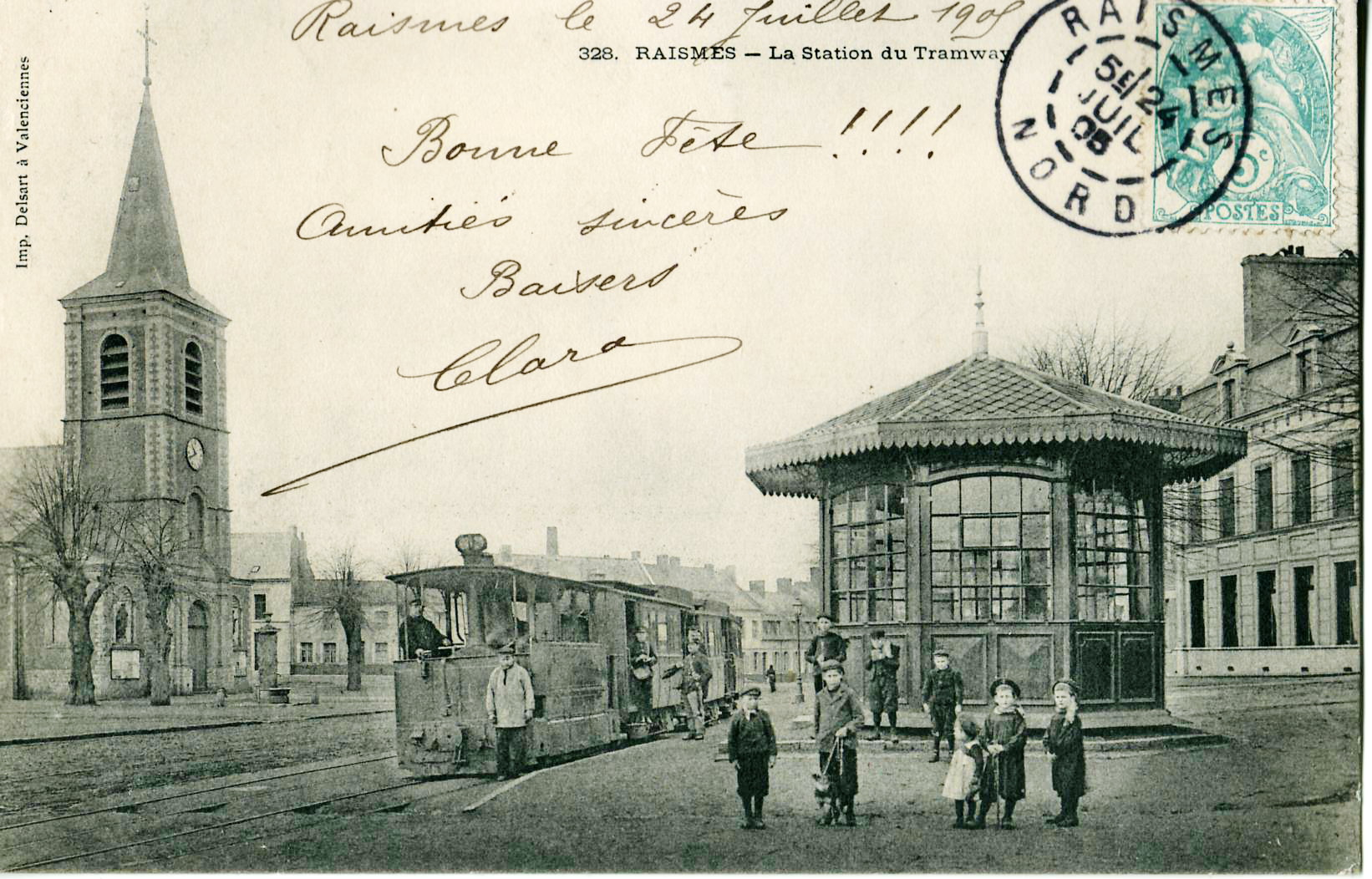
Train à vapeur à Raismes.

Les trains sont habituellement constitués par une locomotive et deux voitures, ainsi qu'un fourgon. Toutefois, la puissance des locomotives leur permet de tracter jusqu'à 6 voitures. La vitesse est limitée à 15 km/h en campagne, et à 10 km/h dans les bourgs et à 6 km/h en ville.  La durée totale du trajet varie, selon les lignes, de 54 à 74 minutes, pour un trajet de 11 à 13 km, mais l'auteur note qu'on « pourrait facilement accélérer ces marches »27.

## Matériel préservé

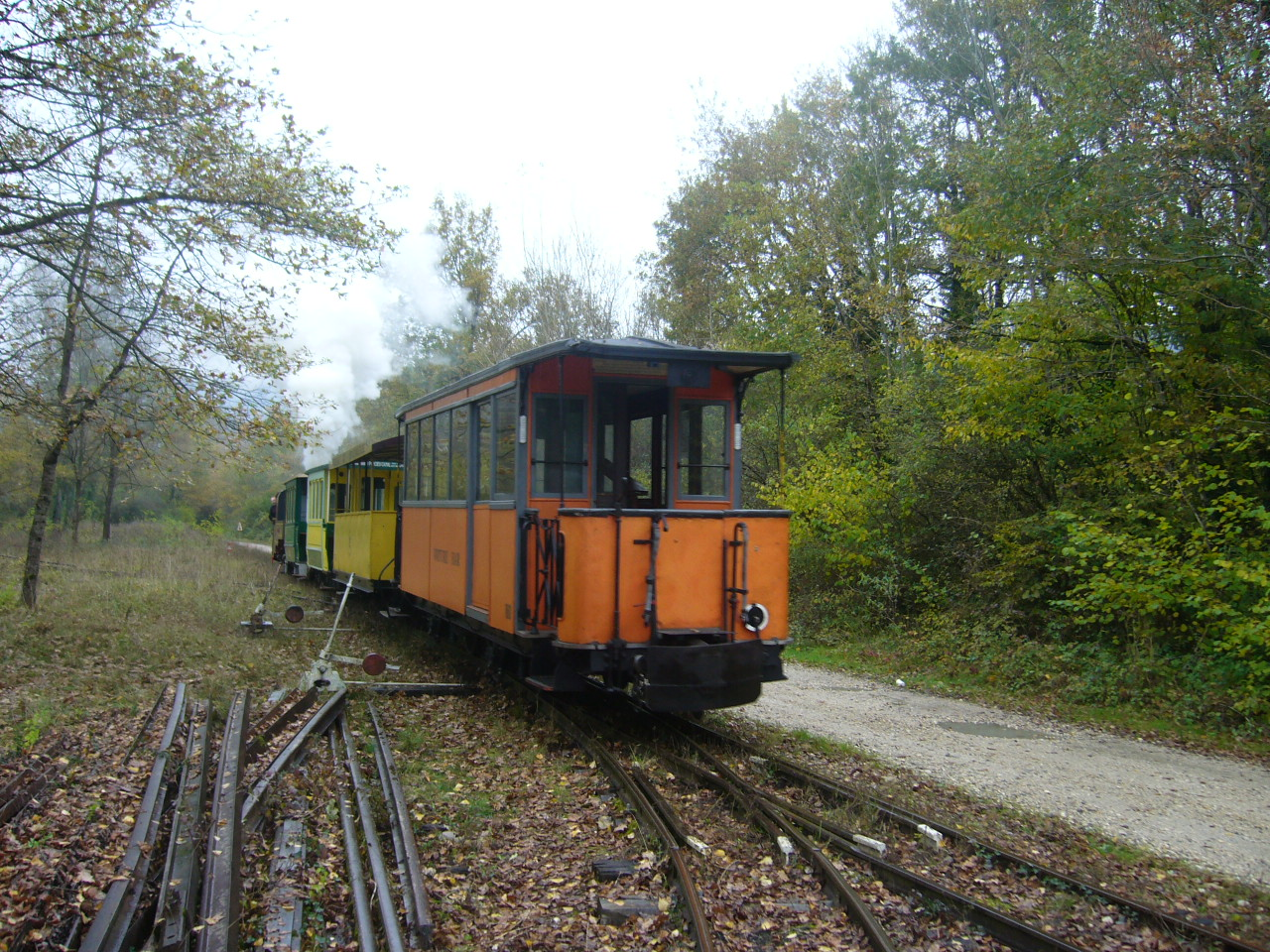
Voiture du tramway de Valenciennes, en service touristique sur le Chemin de fer du Haut-Rhône en 2008.

### Motrices
- no 13, préservée par l'AMTUIR.

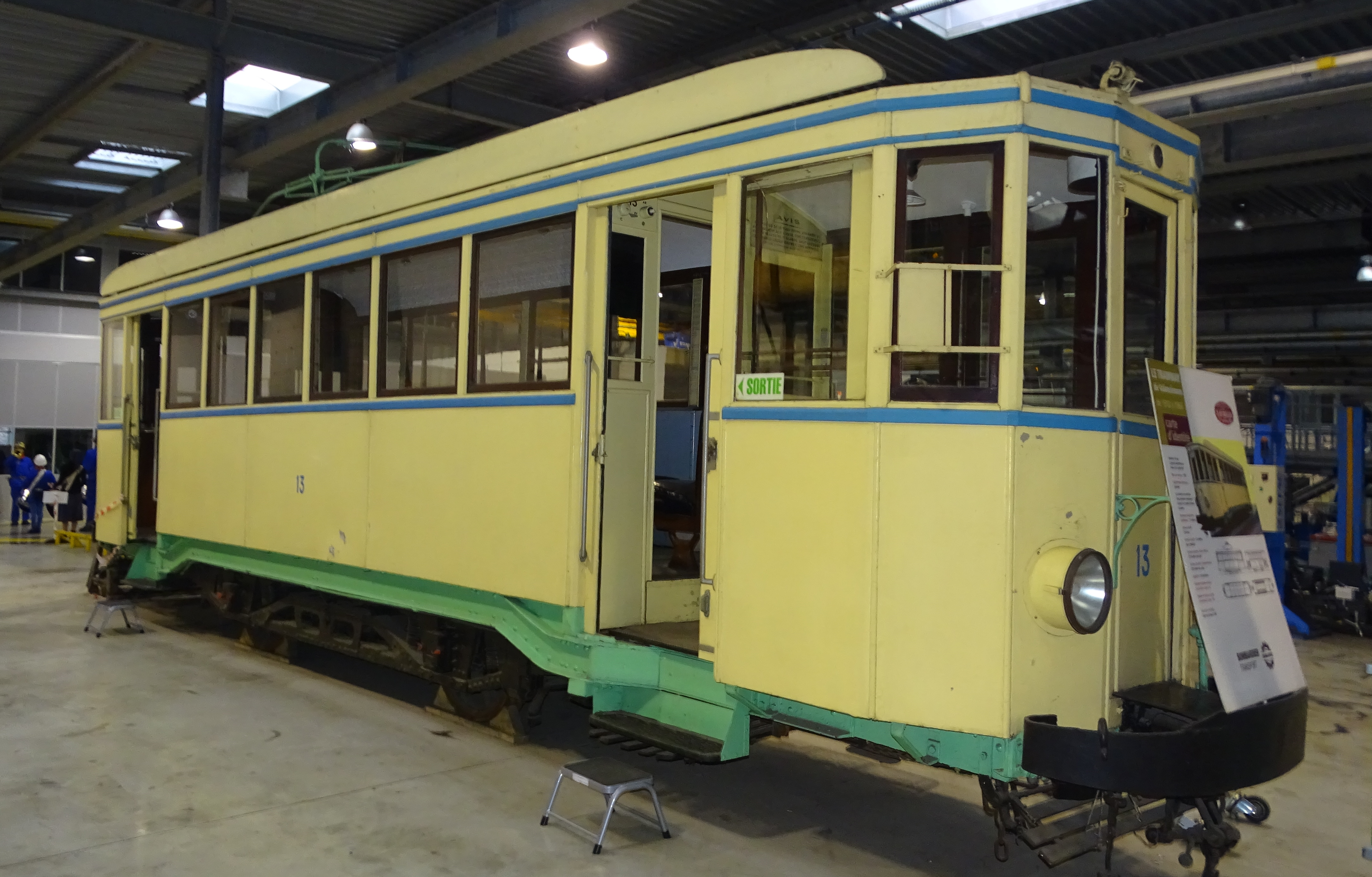
La motrice no 13 en 2017, conservée au dépôt de Saint-Waast à Valenciennes.

- no 26, préservée par le Chemin de fer du Haut-Rhône, confiée à l'Amitram.

### Voitures
Voitures de 1912 à plate-forme ouverte :
- no 131, Musée des transports de Pithiviers
- no 133, Musée des transports de Pithiviers
- no 142, Chemin de fer du Haut-Rhône confiée à l'Amitram
- no 143, Chemin de Fer à Vapeur de la Scarpe à Saint-Amand-les-Eaux (TTVS) 59
- no 145, Musée des transports de Pithiviers
- no 157, Musée des transports de Pithiviers
- no 160, Chemin de fer du Haut-Rhône

Voitures de 1912 transformées en plates-formes fermées :
- no 122, préservée dans la Sarthe
- no 123, Chemin de fer du Haut-Rhône confiée à l'Amitram

Voiture échelle :
- N°.., préservée par l'AMTUIR